# Soc com soc
Soc com soc va ser una sèrie de televisió de comèdia emesa a TV3 el 1990. Va tenir 13 episodis.
Albert Closas i Lluró interpreta el paper del propietari d'uns grans magatzems de Barcelona, en Carles Ribalta, vidu, que amb els seus familiars i col·laboradors viu una sèrie d'esdeveniments que aniran canviant el ritme normal de la seva vida.

## Repartiment principal
- Albert Closas
- Montse Guallar
- Emma Vilarasau
- Montserrat Salvador
- Julián Navarro
- Carles Sabater